# Laughter and Tears
Laughter and Tears (titolo olandese: Een lach en een traan) è un film del 1921, diretto da B. E. Doxat-Pratt, basato sul lavoro teatrale Carnival tragique di Adelqui Migliar.

## Trama
Nelle calli di Venezia, durante una nottata del carnevale, il pittore squattrinato Mario Mari fa la conoscenza di una giovane donna vestita da Pierrot. La donna non vuole rivelare il suo vero nome, e d'allora in poi si fa chiamare, in virtù del costume che indossa, "Pierrette", volendo in tal modo indicare una persona volubile, che non si presta a nulla di serio e durevole. In seguito però essi iniziano un rapporto amoroso piuttosto stabile, ed abitano nella stanza/studio di Mario. Pierrette riprende il suo vecchio lavoro di modista proprio per sostenere le finanze dell'amato.
Finanze la cui condizione cambia, per Mario, da un giorno all'altro quando, dopo aver vinto un importante premio di pittura con la sua tela intitolata Laughter and Tears, viene contattato dalla contessa Sonia Maltakoff che lo invita presso di sé a Parigi per dipingere il suo ritratto. Alcuni individui estranei al mondo della bohème cui apparteneva Mario cominciano ad attorniarlo, e gli fanno notare che le sue sorti andranno a cambiare per il meglio, e che Pierrette difficilmente potrebbe essere accettata nell'alta società parigina in cui il pittore sta per essere immesso.
Non sarà difficile convincere Mario, che non aveva riferito a Pierrette l'invito della contessa, a partire senza avvertirla e spiegarle alcunché, lasciandole solo un bigliettino sul tavolo. Brutto. Ancora più brutto quando Pierrette ritorna dal lavoro prima del solito e, in casa, vede Mario in cappotto e con la valigia in mano. Mario parte.
A Parigi in effetti Mario si inserisce in una cerchia di persone altolocate, riceve molte commissioni pagate profumatamente, ed ha il suo studio personale negli appartamenti della contessa Maltakoff, che inizia a concupirlo e circuirlo. A Venezia, al contrario, Pierrette, rimasta sola, cade, comprensibilmente, in profonda tristezza, ma nulla rimprovera all'artista fedifrago, tanto gli è attaccata.
Al carnevale dell'anno successivo Pierrette, a sorpresa, si presenta a Parigi da Mario. Costui non ne è particolarmente felice, le offre del denaro (che la donna rifiuta) che le basterà, dice, fino a quando non lo avrà dimenticato. Pierrette si allontana. Mario non è esente da dubbi e cattiva coscienza, che tuttavia svaniscono quando la contessa interviene a blandirlo.
Le cose paiono cambiare quando Mario, qualche tempo dopo, una sera, incontra casualmente Pierrette in un elegante locale alla moda. La donna, apparentemente, ha superato il suo cieco attaccamento al pittore, e gli racconta di aver fatto di recente conoscenza con tale capitano Lombardi, un facoltoso connazionale dipendente dell'ambasciata italiana a Parigi, e di aver iniziato un rapporto con lui. In Mario nasce, solo allora, la gelosia. Pierrette lo invita ad andarla a trovare nella propria residenza parigina.
La sera successiva Mario si reca da Pierrette, e le dice di aver bisogno d'amore. A questo punto Pierrette sbotta, e finalmente, adirata, accusa l'amato di averla malamente bistrattata, ma nello stesso tempo lo invita a baciare "le labbra che ora appartengono ad un altro". Mario, allora, semplicemente accoltella la donna, che prima di accasciarsi al suolo le confessa che l'intera storia col fantomatico Lombardi non era che una sua invenzione, ideata per far sì che il pittore tornasse a lei.
La mattina dopo Mario si costituisce, e confessa al commissario di avere premeditato l'omicidio, essendosi recato da Pierrette col preciso intento di ucciderla. Appare però che la ferita ricevuta dalla donna sia stata decisamente superficiale, perché Pierrette, accompagnata da un poliziotto, si presenta, nei locali del commissariato, in buona salute davanti all'attentatore. Nessun omicidio, quindi (nessuna lesione personale, pure, si evince). Mario e Pierrette si abbracciano e si riuniscono. Contenta lei…

## Produzione
Adelqui Migliar, di madre italiana, è stato attivo come attore e regista in vari paesi europei e nel continente americano; ha avuto anche un'esperienza in Italia nel 1934 con il film Luci sommerse interpretato, tra gli altri, da Fosco Giachetti e Nelly Corradi.
Le riprese esterne di Laughter and Tears sono state realizzate a Parigi e a Venezia.
Copia della pellicola sono conservate presso il British Film Institute e l'EYE Film Instituut Nederland.

## Distribuzione
Il film è uscito nelle sale cinematografiche del Regno Unito il 27 settembre del 1921; nei Paesi Bassi la prima proiezione è avvenuta il 28 ottobre dello stesso anno. Negli Stati Uniti il film è noto con il titolo Circus Jim.
Laughter and Tears è stato edito in DVD nel 2017, a cura della "Silent Hall of Fame Enterprises" (collana "Gems on DVD", vol. 91), ed è visionabile su Internet Archive.